# Den livgivande Treenighetens kyrka, Vzmoryje
Den livgivande Treenighetens kyrka (ryska: Церковь Троицы Живоначальной; translitteration: Tserkov Troitsi Shivonachalnoij; kyrkslaviska: Це́рковь Тро́ицы Живонача́льной) är en rysk-ortodox kyrkobyggnad belägen i byn Vzmoryje i Kaliningrad oblast, i den ryska exklav mellan Polen och Litauen vid Östersjön.
Kyrkan är helgad åt Treenigheten och tillhör Kaliningrads stift.

## Historik
På grund av att Profeten Elias kyrka, som också är belägen i byn, är så liten fanns det inte tillräckligt med plats för troende. Därför byggdes Den livgivande Treenighetens kyrka och som invigdes den 2 augusti 2014 av biskop Serafim av Baltikum.